# Syagrus vermicularis
Syagrus vermicularis är en enhjärtbladig växtart som beskrevs av Larry Ronald Noblick. Syagrus vermicularis ingår i släktet Syagrus och familjen Arecaceae. Inga underarter finns listade i Catalogue of Life.